# Розплавлення (фільм)
«Розплавлення» (Meltdown) — американський телевізійний бойовик 2004 року, знятий режисером Джеремі С. Чечіком за сценарієм Ларрі та Пола Барберів.

## Про фільм
В Південній Каліфорнії, після заходу сонця, кілька вибухів на території атомної електростанції вивели місто з нормального стану. Невелика група терористів стрибнула з парашутами і зайняла кімнату управління реактором протягом декількох хвилин. Незабаром після цього місце оточують військові та ФБР.
Агент виявляє посилання, які вказують на те, що терористи планують спричинити ядерну катастрофу, коли вони контролюють станцію.

## Знімались
| Актор               | Роль            |
| ------------------- | --------------- |
| Брюс Грінвуд        | Том Ші          |
| Леслі Гоуп          | Зої             |
| Арнольд Вослу       | Халід           |
| Джеймс Ремар        | Боггс           |
| Вілл Ліман          | Етлі            |
| Білл Монді          | Туцці           |
| Брент Стейт         | Галл            |
| Едріан Голмс        | Дженсен         |
| Манодж Суд          | Саєд            |
| Тоні Алькантар      | технік реактора |
| Алессандро Джуліані | Салем           |
| Деррен Шахлаві      | Валід           |
| Рональд Селмур      | Зіад            |